# مارتن إغناطيوس ويلزي
مارتن إغناطيوس ويلزي (بالإنجليزية: Martin Ignatius Welsh)‏ هو محامي وقاضي وسياسي أمريكي، ولد في 1 أكتوبر 1882، وتوفي في 4 يناير 1953.